# République du Dahomey
Pour les articles homonymes, voir Dahomey.
1960–1975
Entités précédentes :
- Colonie du Dahomey

Entités suivantes :
- République populaire du Bénin

Sceau de la république du Dahomey tel que défini par la loi n° 1964-21 du 11 août 1964

La république du Dahomey est le nom officiel utilisé par l'actuel Bénin, d'abord en tant qu'État membre de la Communauté française entre 1958 et 1960, puis après son indépendance entre 1960 et 1975.

## Histoire
Entre 1946 et 1960, de nombreux partis politiques naissent au Dahomey français, alors État de l'Union française, organisation politique de la France et de son empire colonial créée par la Constitution de la Quatrième République. Si aucun dirigeant politique fédérateur n'émerge, des personnalités comme Sourou Migan Apithy, député-maire de Porto-Novo, Justin Ahomadegbé ou Émile Derlin Zinsou se distinguent parmi les figures dominantes de la vie politique locale en vue de l'autonomie ou de l'indépendance, alors que l'Afrique-Occidentale française se délite.
Le Dahomey vote « Oui » au référendum du 28 septembre 1958 et devient un État de la Communauté française. La république du Dahomey est proclamée le 4 décembre suivant. La nouvelle république du Dahomey est d'abord tentée de s'allier au Sénégal, au Soudan français et à la Haute-Volta au sein de la Fédération du Mali. Désapprouvé par la France, ce projet échoue en partie sous la pression de la métropole et les fédéralistes sont finalement battus aux élections d'avril 1959. Le 1er août 1960, lors de sa tournée africaine, le président français Charles de Gaulle proclame l'indépendance du Dahomey. Le 22 septembre, le pays obtient son siège à l'Organisation des Nations unies. Le 25 novembre 1960, la première constitution du pays est approuvée par l'Assemblée constituante.
Hubert Maga, personnalité de l'ethnie Bariba, devient le premier président du Dahomey indépendant, qui adhère au Conseil de l'Entente et à l'Union monétaire ouest-africaine. Mais le Dahomey indépendant connaît en 1963 sa première grande crise internationale, quand le Niger voisin chasse tous les cadres moyens dahoméens de sa fonction publique. Plusieurs centaines de milliers de réfugiés gagnent le Dahomey dans un contexte de graves tensions ethniques.
Le Dahomey entre bientôt dans une ère d'instabilité politique chronique. Hubert Maga démissionne le 3 décembre 1963 et est placé en résidence surveillée. Le 5 janvier 1964, une nouvelle constitution entre en vigueur et, le 19 janvier, Sourou Migan Apithy devient le second président du pays, tandis que Justin Ahomadegbé devient Premier ministre. Les Bariba se soulèvent en mars pour tenter de libérer Hubert Maga. En novembre 1965, le pays connaît une nouvelle crise quand Apithy refuse de nommer le président de la cour suprême : il est alors démis de ses fonctions. Le général Christophe Soglo réalise alors un coup d'État et devient président de la République le 22 décembre. Le pays vit ensuite au rythme d'un coup d'État tous les deux ans. Le 17 décembre 1967, Soglo est à son tour renversé par un putsch militaire et remplacé par Maurice Kouandété, qui cède sa place quelques jours plus tard à Alphonse Alley.
L'élection présidentielle du 5 mai 1968 est marquée par un taux d'abstention de 74 %. Le gouvernement militaire jette alors l'éponge et fait approuver par référendum une proposition d'installer Émile Derlin Zinsou au pouvoir. Ce dernier nomme Maurice Kouandété Premier ministre. La situation politique et économique du pays s'aggrave notablement. Le 10 décembre 1969, Kouandété réalise un nouveau putsch et évince Zinsou. Le 7 mai 1970, une charte confie le pouvoir exécutif à un « Conseil présidentiel » dont chaque membre sera, à tour de rôle, président de la République pour une durée de deux ans. Hubert Maga est le premier bénéficiaire du système de rotation et revient au pouvoir.
Le 26 octobre 1972, l'armée, jugeant le gouvernement civil incompétent, réalise un nouveau coup d'État, mené cette fois par le commandant Mathieu Kérékou. Justin Ahomadegbé, président depuis le mois de mai 1972, est renversé ; le Conseil présidentiel et l'Assemblée nationale sont dissous. Le 30 novembre 1972 est publié le discours-programme de « politique nouvelle d'indépendance nationale » ; Kérékou institue un Conseil national de la révolution, formé de 79 membres et dirigé par un comité central de 27 membres et un bureau politique restreint. La « formation idéologique et patriotique » devient obligatoire. Un effort est fait pour moderniser l'administration territoriale : maires et députés remplacent les structures traditionnelles (chefs de village, couvents, prêtres animistes, etc.). Le 30 novembre 1974, Mathieu Kérékou prononce à Abomey devant une assemblée de notables un discours proclamant l'adhésion officielle de son gouvernement au marxisme-léninisme : la surprise de l'auditoire est totale. Le Parti de la révolution populaire du Bénin, destiné à gouverner en tant que parti unique, est créé le même jour.
Le 30 novembre 1975, pour le premier anniversaire de ce discours-programme, le pays change de nom et devient officiellement la république populaire du Bénin. Le nouveau nom du pays fait référence au royaume du Bénin ayant jadis existé sur le territoire de l'actuel Nigeria.